# La Constitución
La Constitución es una telenovela de época ambientada entre 1905 y 1917 dirigida por Ernesto Alonso y transmitida en 1970 por Telesistema Mexicano (hoy Televisa). Protagonizada por María Félix, Jorge Lavat, Carlos Bracho, María Rubio, Miguel Manzano, Sergio Bustamante, Carmen Montejo, Sergio Jiménez, Beatriz Sheridan y Ernesto Gómez Cruz, entre otros.

## Sinopsis
Esta telenovela histórica se desarrolla en México a finales de la década de 1900. Guadalupe Arredondo (María Félix) vive una vida tranquila junto a su esposo, el fotógrafo Jaime López (Jorge Lavat) en su rancho en el Estado de Sonora. Guadalupe entra en contacto con la reservación yaqui, se hace amiga de los indígenas, aprende cosas de su cultura y adopta a un niño llamado Tame. Guadalupe a su vez está embarazada de su primer hijo.
En 1905, Guadalupe Arredondo (María Félix) vive una vida tranquila junto a su esposo, el fotógrafo Jaime López (Jorge Lavat) en su rancho Las Tejas en el Estado de Sonora. Guadalupe entra en contacto con la reservación yaqui, se hace amiga de los indígenas, aprende cosas de su cultura y adopta a un niño llamado Tame. Guadalupe a su vez está embarazada de su primer hijo. Una anciana yaqui, la Tía Pájaro (Emma Roldán), pide a Guadalupe sea su madrina de muerte, pues siente que pronto va a morir. Cuando la anciana muere, Guadalupe se encarga de tronar los cohetes y festejar su muerte, según la costumbre yaqui. Con la intención de quitarles sus fértiles tierras, el presidente de México, el General Porfirio Díaz (Miguel Manzano) y su gobierno, a través del gobernador de Sonora, Rafael Izábal (Eduardo Alcaraz), conducen una masacre del pueblo yaqui, exterminándolos a todos, incluyendo a Tame. Los soldados atacan el rancho de Guadalupe y Jaime, en donde se han refugiado varias mujeres yaqui. Jaime sale con una bandera blanca con la intención de rendirse, pero es acribillado a balazos por los soldados. Guadalupe es golpeada brutalmente por los soldados, perdiendo a su hijo. Las Tejas es incendiado. Guadalupe es rescatada por su vecina y amiga Luisa (María Rubio), quien la lleva a su casa y la cuida. Luego de convalecer por mucho tiempo, Guadalupe recobra la conciencia. Sus sufrimientos la han convertido en una mujer dura y amargada. Descubre que los periódicos han publicado que Jaime fue asesinado por los yaquis y que ella fue golpeada también por los indígenas. Decide desmentir a los diarios y contar la verdad.
Guadalupe, acompañada por Luisa, visita al gobernador Izábal (Eduardo Alcaraz) para denunciar la mentira que publicaron los periódicos sobre que los yaquis mataron a su esposo. El gobernador le dice que evitará a toda costa que se diga la verdad, pues el propio Don Porfirio avaló la matanza de los yaquis. Al darse cuenta de que Don Porfirio fue el culpable de la matanza de los yaquis y de la muerte de su esposo, Guadalupe decide vengarse. Empieza por visitar a los periodistas liberales que atacan el régimen profirista en sus diarios, como el Diario del Hogar, publicado por Filomeno Mata yen el que colaboran Dolores Jiménez y Muro (Alicia Montoya), Elisa Acuña Rossetti (Norma Herrera) y Miguel Guerra (Carlos Bracho). Conoce también a los liberales Antonio Díaz Soto y Gama (Aarón Hernán), Luis Cabrera (Antonio Medellín) y Ricardo Flores Magón (Miguel Córcega). Sabe de las huelgas de Cananea y Río Blanco en donde está involucrado el liberal Heriberto Jara (Gregorio Casal) y el obrero Morales (Salvador Sánchez), y de las matanzas que en esas huelgas se cometieron contra los obreros.
Miguel y Elisa que está enamorada de él, se intrigan ante lo enigmática que parece ser Guadalupe, y Miguel la vuelve a encontrar con Ricardo Flores Magón. Lola Jiménez y Muro trabaja con los campesinos del estado de Morelos, entre los cuales está un joven de nombre Emiliano.
Guadalupe llega a casa de su tía Doña Amanda Pérez Lozano y Arredondo (Prudencia Grifell), en la Ciudad de México. La familia de su tía es porfirista y pretende, por medio de ellos, acercarse a Don Porfirio (Miguel Manzano) para matarlo y cumplir su venganza. Así conoce a sus primas Fernanda (Nelly Meden) y Carmen (Beatriz Baz). Carmen está casada con Julio (Alejandro Ciangherotti), hombre astuto y oportunista, que trata de enamorar a Guadalupe. Fernanda, que está molesta por la presencia de Guadalupe, presume de pertenecer a la alta aristocracia de México y de codearse con Don Porfirio y su esposa Carmelita Romero Rubio de Díaz (Beatriz Aguirre); tiene dos hijas, a quienes puso nombres de reinas: Carlota Amalia (Irma Morán) y Victoria Eugenia (Blanca Sánchez). Victoria, aunque con ojos verdes, es de piel morena, por lo que es despreciada por su madre, quien solía maquillarla de blanco cuando era niña. Victoria tiene ideas liberales y a pesar de su madre, estudia en la Preparatoria y se ha enamorado de un compañero, Alfonso Otero (Carlos Fernández), que le envía poesías de Amado Nervo para declararle su amor. Alfonso (personaje basado en el poeta Alfonso Reyes) pertenece al Ateneo de la Juventud., asociación que promueve la cultura.
Guadalupe congenia con Victoria y le aconseja que luche por el amor de Alfonso. La abuela Doña Amanda considera que todos en su familia están muertos, excepto Victoria, por lo que la consideran loca y la ignoran. Cuando ve a Guadalupe asegura que ella sí está viva y le dice que tiene obligaciones que cumplir. Guadalupe vuelve a encontrar a Miguel Guerra (Carlos Bracho), que es amigo de Alfonso, y él se enamora de ella, pero se molesta al verla convertida en una dama porfiriana. Fernanda obliga a Victoria a terminar con Alfonso para casarla con el rico y déspota porfirista Severo (Mauricio Herrera), y Victoria cede a pesar de los consejos de Guadalupe de que luche por Alfonso.
Julio descubre las intenciones de Guadalupe de matar a Don Porfirio y le regala una pistola, pero después la denuncia con el jefe de la policía secreta del presidente. Guadalupe planea llevar a cabo su plan en un baile que ofrecerá Don Porfirio en el Castillo de Chapultepec, al que asistirá toda la familia. En Chapultepec, el ministro de Educación, Justo Sierra (Jorge Martínez de Hoyos), advierte a Don Porfirio de la inconformidad que reina en el país con respecto a su próxima reelección en 1910; Don Porfirio asegura que no se reeligirá y se retirará a la vida privada. Manuel Romero Rubio (Guillermo Zarur), suegro de Don Porfirio y otros miembros del grupo de los "Científicos" (que son colaboradores y partidarios de Don Porfirio), se preguntan a quien designará el presidente para que sea su sucesor.
Antes del baile Guadalupe se despide de Doña Amanda, pues sabe que no volverá a verla. En el baile, Guadalupe es vigilada por el jefe de la policía (Gerardo del Castillo), y cuando se acerca a Don Porfirio e intenta sacar la pistola y disparar sobre él, es arrestada. Julio y Fernanda temen el escándalo a causa del arresto de Guadalupe, por lo que exigen que ésta sea llevada a Valle Nacional, un lugar en Oaxaca a donde se manda a los presos o a civiles contratados por medio de engaños, a trabajar en condiciones infrahumanas en los campos de tabaco. Guadalupe acepta firmar para ir a Valle Nacional, sólo a condición de que Fernanda permita a Victoria que se case con Alfonso. Fernanda promete que así lo hará. Guadalupe firma y el jefe de la policía se la lleva. Cuando se ha ido, Fernanda se retracta de su promesa y obliga a Victoria a casarse con Severo.
Guadalupe es enviada a Valle Nacional. Ahí conoce a los también presos, Ángel (Sergio Jiménez), que predica las ideas religiosas del Papa León XIII; Eulalio (Manuel Garay), de ideas políticas antiporfiristas; el músico Amado (Héctor Sáez) que toca la trompeta; Delfina (Carmen Montejo), una modista, alcohólica, que fue detenida al salir tomada de una cantina y obligada a firmar para ir a Valle Nacional; y Soledad (Sonia Amelio), una mujer indígena de Guanajuato, que tuvo que dejar su tierra por haber sido violada por su patrón y haber quedado embarazada.
Los trabajadores y presos en Valle Nacional son obligados a trabajar de manera infrahumana por el capataz Adolfo (Noé Murayama) y por el administrador Antonio Pla (Carlos Cardán). Adolfo acosa a Guadalupe quien se le enfrenta y no se deja de él. Soledad da a luz asistida por Delfina y por Guadalupe. Está a punto de morir, pero Guadalupe acepta entregarse de Adolfo a cambio de que le de la medicina que Delfina pide para curar a Soledad. Una vez recuperada, Soledad pide a Guadalupe y a Eulalio que sean los padrinos de su hijo a quien pone por nombre Eulalio del Olvido. Guadalupe y Soledad deciden huir de Valle Nacional, pero cuando Adolfo va a descubrirlas, Amado, que ama a Soledad, les avisa tocando su trompeta y es acribillado a balazos por los guardias. Ángel y Eulalio intentan hablar con Antonio Pla y con Adolfo para pedirles que mejoren la calidad de vida de los trabajadores de Valle Nacional, pero son arrojados al agua por el capataz y mueren ahogados. Delfina roba una botella y se emborracha, por lo que es castigada severamente por Adolfo. Poco después, muere, exhausta por el exceso de trabajo y las malas condiciones de vida. Guadalupe y Soledad son trasladadas a Quintana Roo, a los campos en donde se construye la vía del ferrocarril. El periodista John K. Turner visita Valle Nacional y las haciendas henequeras de Yucatán para escribir su libro México Bárbaro.
Guadalupe y Soledad llegan a Quintana Roo, a la construcción de la vía del ferrocarril y quedan bajo las órdenes del capitán Antonio (Mario Cid) quien las designa a la cocina con las otras mujeres. Un soldado de nombre Adalberto (Ernesto Gómez Cruz) trata de abusar de Guadalupe pero ella lo agarra a palos. En la cocina están la bravucona Prudencia (Martha Zavaleta), la indígena maya Ech (Socorro Avelar) que cuenta las leyendas de los dioses mayas; Rosaura (Pilar Pellicer), compañera de Antonio; y el viejo tuberculoso Jovito (José Carlos Ruiz), originario de Morelos, quien habla a Guadalupe sobre el amor a la tierra. Antonio comenta que quisiera irse de ahí y Rosaura le dice que lo seguirá a donde sea. Otro soldado, de nombre Remigio (Héctor Flores), pide a Guadalupe le lea una carta de su hermana, pues él no sabe leer. La carta dice que la madre de Remigio ha muerto. Guadalupe pide a Remigio le consiga un cuaderno pues quiere escribir todo lo que le ha sucedido. Ahí Guadalupe escribe que quisiera que la tierra fuera de todos y no de unos cuantos, y que todos fueran iguales ante la ley. Remigio declara su amor a Soledad y ella le corresponde.
En 1908, el presidente Porfirio Díaz (Miguel Manzano), después de casi 30 años en el poder, declara al periodista James Creelman que México está preparado para la democracia y que al llegar 1910 se retirará del poder. Francisco I. Madero (Jorge Arvizu) publica el libro La sucesión presidencial .
En 1909, a instancias de Madero y otros partidarios, se constituye el Centro Antirreeleccionista de México cuyo programa sostiene “Sufragio Efectivo, No Reelección”. Porfirio Díaz anuncia que sí se reelegirá. Francisco I. Madero es elegido candidato a la presidencia de la República por el Partido Antirreeleccionista. La carrera por la presidencia se concentra en dos candidatos, Porfirio Díaz y Francisco I. Madero. Miguel (Carlos Bracho) y Elisa Acuña Rossetti (Norma Herrera) se unen a la campaña electoral de Madero, en la que también va la esposa de este, Sara Pérez de Madero (María Eugenia Ríos).
Durante su gira electoral, Madero es aprehendido en Monterrey y trasladado a San Luis Potosí. Empieza la persecución contra maderistas en todo el país. Mientras Madero está la cárcel, se realizan las elecciones. Porfirio Díaz obtiene el triunfo con 18,625 votos contra 196 votos que alcanzó Madero. Luego de huir de su confinamiento en San Luis Potosí, Madero llega a Estados Unidos y desde ahí proclama el Plan de San Luis Potosí por el cual convoca a todos los mexicanos a tomar las armas en contra del gobierno de Porfirio Díaz a partir de las 6 de la tarde del domingo 20 de noviembre de 1910.
Los hermanos Serdán, Aquiles y Carmen (Beatriz Sheridan), junto con otros correligionarios maderistas combaten la policía de la ciudad de Puebla. Es el primer brote revolucionario. En la mañana del 18 de noviembre, treinta policías al mando del general Miguel Cabrera, pretenden penetrar por fuerza a la casa de los Serdán. Un soldado entra a la casa, y Aquiles se esconde en un sótano, pero es descubierto y asesinado.
El 20 de noviembre de 1910, inicia la lucha armada contra Díaz de acuerdo con el plan de San Luis Potosí. Distintos brotes rebeldes estallan en el norte del país. Al cruzar la frontera, Madero se encuentra con un pequeño contingente de hombres y decepcionado regresa a Estados Unidos creyendo que el movimiento ha fracasado. El 14 de febrero de 1911, Madero cruza la frontera para ponerse de nuevo al frente de la Revolución. El 11 de marzo, en Villa de Ayala, Morelos, Emiliano Zapata (Jaime Fernández) se levanta en armas contra la dictadura de Porfirio Díaz. El 10 de mayo de 1911, Pascual Orozco y Pancho Villa (Narciso Busquets) toman Ciudad Juárez, lo que traerá como consecuencia el triunfo de la lucha maderista. El 21 de mayo, se firman los tratados de paz conocidos como tratados de Ciudad Juárez.
El 25 de mayo, Porfirio Díaz renuncia a la presidencia de México luego de más de 30 años de ocupar el poder. Días después parte al exilio. Por disposición constitucional, Francisco León de la Barra asume el poder interinamente. Madero acepta el licenciamiento de las tropas revolucionarias.
El 7 de junio, Madero hace su entrada triunfal en la Ciudad de México.
En Quintana Roo, Antonio (Mario Cid) ha dejado de recibir órdenes por lo que licencia a todos los soldados y trabajadores a su mando. Se sabe que Porfirio Díaz renunció a la presidencia, por lo que Guadalupe está ahora satisfecha. Se irá con Jovito (José Carlos Ruiz) a Morelos en busca de Zapata. Soledad (Sonia Amelio) se irá con Remigio (Héctor Flores) que continuará en el ejército federal. Con ella irá el pequeño Eulalio. Prudencia (Martha Zavaleta) se unirá a “la bola” como soldadera.
En octubre de 1911 se celebran las primeras elecciones libres para elegir presidente de la República. Madero obtiene 19 997 votos contra 87 que alcanza León de la Barra. El 6 de noviembre, Madero protesta como presidente de la República. El 25 de noviembre Emiliano Zapata proclama el plan de Ayala y se levanta en armas contra el régimen de Madero acusándolo de haber incumplido las promesas hechas en el plan de San Luis. Con este documento introduce el elemento agrarista al proceso revolucionario.
Guadalupe conoce a Zapata y siente una gran admiración por él. Más tarde deja Morelos para unirse a las tropas de Villa en donde vuelve a encontrar a Prudencia. A pesar de admirar también a Villa, Guadalupe le para el alto cuando trata de fusilar a un hombre arbitrariamente.
El 9 de febrero de 1913, estalla una revuelta contra Madero, en la Ciudad de México, encabezada por Bernardo Reyes, Félix Díaz y Manuel Mondragón (Arturo Cobo), conocida como la Decena Trágica. Reyes muere al intentar tomar Palacio Nacional, por lo que los rebeldes deciden atrincherarse en La Ciudadela. Después de diez días de sangrientos enfrentamientos, termina la Decena Trágica con la traición de Victoriano Huerta (Fernando Mendoza) quien debía combatir a los rebeldes y en su lugar los apoyó. Huerta ordena la aprehensión de Madero y Pino Suárez. Ambos son confinados en la intendencia de Palacio Nacional. El 19 de febrero, el hermano de Madero, Gustavo A. Madero es asesinado. Madero y Pino Suárez renuncian a la presidencia y vicepresidencia del país. Luego de 45 minutos en el poder, Pedro Lascuráin secretario de Relaciones Exteriores, renuncia y su lugar lo ocupa Victoriano Huerta, a quien había designado secretario de Gobernación. El 22 de febrero Madero y Pino Suárez son asesinados a espaldas de la penitenciaría de Lecumberri.
El 26 de marzo con el Plan de Guadalupe, Venustiano Carranza (Carlos Riquelme) convoca a la rebelión contra el gobierno usurpador de Huerta y organiza el Ejército constitucionalista para restaurar el orden constitucional roto con el cuartelazo de estado. Se le une Álvaro Obregón (Sergio Bustamante). Zapata modifica el plan de Ayala desconociendo a Huerta, pero no se suma al Ejército Constitucionalista, sino que hace una lucha paralela. Francisco Villa y la División del Norte se unen a la revolución constitucionalista.
Huerta disuelve la Cámara de Diputados y encarcela a varios de sus miembros. Una mujer de nombre Julieta (Rosenda Monteros) escucha los delirios de grandeza de Huerta.
Por sus constantes críticas a Huerta, el senador por Chiapas, Belisario Domínguez (Ernesto Alonso) es sacado de su habitación en un hotel la noche del 7 de octubre de 1913 y conducido al cementerio de Xoco, en Coyoacán, donde se le martirizó y asesinó cruelmente. Sus verdugos le cortaron la lengua.
Tras varios meses de combates, la toma de Torreón, en abril de 1914, marca la serie de victorias con las que la División del Norte del Ejército Constitucionalista, encabezada por Pancho Villa, derrotará al gobierno de Huerta. A pesar de las diferencias entre Villa y Carranza, dentro del Ejército Constitucionalista, la División del Norte toma Zacatecas, el 23 de junio de 1914. Para evitar la escisión revolucionaria, se reúnen en Torreón delegados de la División del Noroeste comandada por Obregón y de la División del Norte comandada por Villa, se comprometen a seguir aliados y convocar a una Convención revolucionaria. El 8 de julio, Álvaro Obregón, al frente del cuerpo del ejército del Noroeste toma Guadalajara.
El 15 de julio, Victoriano Huerta renuncia a la presidencia y huye del país. Carranza llega a la Ciudad de México el 20 de agosto. En octubre de 1914 inician las sesiones de la Convención Revolucionaria en la Ciudad de México; se busca evitar el rompimiento entre los distintos grupos revolucionarios. Por un acuerdo entre las fuerzas revolucionarias, se reanudan las sesiones de la Convención en la ciudad de Aguascalientes.
La Convención solicita a Carranza que a más tardar el día 10 entregue el poder y elige como presidente al general Eulalio Gutiérrez. Carranza desconoce a la Convención y establece su gobierno en Veracruz. Los convencionistas, encabezados por Villa y Zapata, avanzan sobre la Ciudad de México.
Guadalupe encuentra a Alfonso Otero (Carlos Fernández) y por él se entera de que su sacrificio de ir a Valle Nacional para que Victoria (Blanca Sánchez) fuera feliz fue en vano, pues ella se casó de todas maneras con Severo (Mauricio Herrera). Le muestra su cuaderno a Alfonso y él le dice que se lo muestre a gente que ya está pensando llevar esas ideas a un libro y hacerlas ley, como Luis Cabrera (Antonio Medellín) que está con Carranza en Veracruz. Ella viaja a Veracruz, se entrevista con Cabrera y conoce a Pastor Rouaix (Lorenzo de Rodas), mostrándoles su cuaderno. También se reencuentra con Miguel que se ha unido a Carranza.
El 6 de diciembre, Villa y Zapata ocupan la Ciudad de México y desfilan con 50 mil hombres por las principales calles. Su primer encuentro fue dos días antes en Xochimilco. Desde Veracruz, Venustiano Carranza expide su ley agraria., que Zapata considera como una usurpación a su Plan de Ayala.
En enero de 1915, el gobierno de Eulalio Gutiérrez abandona la Ciudad de México debido a la insubordinación de Villa y Zapata. La Convención elige al general Roque González Garza presidente de México en sustitución de Eulalio Gutiérrez y ratifica a Villa como general en Jefe del Ejército Convencionista.
Ante el avance de las fuerzas obregonistas sobre la Ciudad de México, el gobierno de la Convención se traslada a Cuernavaca.
Entre abril y junio de 1915, Álvaro Obregón se enfrenta y derrota a Pancho Villa en la región del Bajío, en las célebres batallas de Celaya y la Trinidad. La victoria sobre Villa le otorga el triunfo definitivo a Carranza. Obregón pierde un brazo al estallarle una bomba durante la batalla.
En esa batalla está Guadalupe con su amigo el indio yaqui Tejón (Jorge Fink) peleando del lado de Obregón, y Soledad (Sonia Amelio) y su hijo Eulalio, junto con Remigio (Héctor Flores) peleando del lado de Villa. Al finalizar la batalla, Guadalupe encuentra al pequeño Eulalio junto al cadáver de su madre. Remigio ha sido hecho prisionero por las tropas de Obregón. Guadalupe decide adoptar a Eulalio.
En octubre de 1915, camino hacia Sonora, el general Rodolfo Fierro (Rodolfo Onetto) quien a su vez llevaba un pesado chaleco de monedas de oro y plata muere ahogado en la laguna de Casas Grandes.
En noviembre de 1915, Villa ataca Agua Prieta y sufre una derrota definitiva a manos del general Plutarco Elías Calles (Enrique Álvarez Félix) que defiende la plaza.
Guadalupe regresa a México y se entera de que Doña Amanda (Prudencia Grifell) murió sola pues todos sus parientes se fueron al caer el régimen porfirista. Encuentra a Victoria (Blanca Sánchez) que se ha divorciado de Severo y la invita a ir con ella a Querétaro para presenciar la promulgación de la Constitución.
El 1 de diciembre de 1916, El Congreso Constituyente, convocado por Venustiano Carranza (Carlos Riquelme), inicia sus sesiones en Querétaro para redactar la nueva Constitución. En el participan Pastor Rouaix (Lorenzo de Rodas), Cándido Avilés (Oscar Morelli), Heriberto Jara (Gregorio Casal), Félix Palavicini (Carlos Monden), Francisco J. Múgica (José Loza) e Ignacio Pesqueira (Félix González), entre otros diputados.
Ahí se reúnen también Guadalupe y Victoria, quienes se encuentran con Alfonso Otero (Carlos Fernández). Alfonso reprocha a Victoria el no haber defendido su amor y le dice que ya no a ama. Ella regresa a México. Guadalupe encuentra a su antigua amiga Luisa (María Rubio) quien se ha casado con Abigail, secretario del profesor Luis G. Monzón, constituyente por el estado de Sonora. También vuelve a encontrar a Miguel (Carlos Bracho).
La Constitución se promulga el 5 de febrero de 1917. Guadalupe dice a Miguel que no puede corresponderle hasta que no haya cumplido su promesa. Después viaja a Sonora en compañía de Eulalio a quien deja al cuidado de Luisa mientras ella va a su antigua casa de Las Tejas en donde quema cohetes por el alma de los yaquis asesinados ahí por el ejército de Porfirio Díaz, hace más de diez años.

## Elenco
- María Félix - Guadalupe Arredondo
- Jorge Lavat - Jaime López
- Carlos Bracho - Miguel Guerra
- María Rubio - Luisa
- Miguel Manzano - Don Porfirio Díaz
- Beatriz Aguirre - Carmen Romero Rubio
- José Carlos Ruiz - Jovito
- Antonio Medellín - Luis Cabrera
- Emma Roldán - Tía Pájaro
- Arturo Martínez - Padre de Luisa
- Socorro Avelar - Ech
- Lorenzo de Rodas - Pastor Rouaix
- Nelly Meden - Fernanda Pérez Lozano de Fernández de la Piedra
- Prudencia Griffel - Doña Amanda Pérez Lozano y Arredondo
- Carmen Montejo - Delfina Camacho
- Jorge Martínez de Hoyos - Justo Sierra
- Beatriz Sheridan - Carmen Serdán
- Blanca Sánchez - Victoria Eugenia Fernández de la Piedra Pérez Lozano
- Jorge Arvizu - Francisco I. Madero
- Narciso Busquets - Francisco Villa
- Sergio Bustamante - Álvaro Obregón
- Ernesto Alonso - Belisario Domínguez
- Norma Herrera - Elisa Acuña Rossetti
- Carlos Monden - Félix Fulgencio Palavicini
- Oscar Morelli - Cándido Avilés
- Luis Manuel Pelayo - Gustavo Adolfo Madero
- María Eugenia Ríos - Sara Pérez Romero
- Carlos Riquelme - Venustiano Carranza
- José Loza - Francisco J. Múgica
- Félix González - Ignacio L. Pesqueira
- Gregorio Casal - Heriberto Jara
- Enrique Álvarez Félix - Plutarco Elías Calles
- Miguel Maciá - Rosalino Martínez
- Raúl Meraz - Francisco León de la Barra
- Raúl Araiza Herrera - Niño indígena yaqui
- Roberto Antúnez - Genovevo de la O
- Aarón Hernán - Antonio Díaz Soto y Gama
- Jorge Mondragón - Filomeno Mata
- Carlos Fernández - Alfonso Otero
- Andrés Soler (Actuación póstuma) - Pánfilo Natera
- José Elías Moreno (Actuación póstuma) - Francisco Madero Sr.
- Guillermo Zarur - Manuel Romero Rubio
- Ernesto Gómez Cruz - Adalberto Arroyo
- Fernando Mendoza - Victoriano Huerta
- Eduardo Alcaraz - Gobernador Rafael Izábal
- Salvador Sánchez - Obrero Morales
- Rodolfo Onetto - Rodolfo Fierro
- Miguel Córcega - Ricardo Flores Magón
- Noé Murayama - Capataz Adolfo
- Carlos Cardán - Antonio Plá
- Martha Zavaleta - Prudencia
- Pilar Pellicer - Rosaura
- Sergio Jiménez - Ángel Fernández
- Héctor Sáez - Amado Godínez
- Aurora Clavel - Indígena yaqui
- Jaime Fernández - Emiliano Zapata
- Mauricio Herrera - Severo
- Víctor Alcocer - Hacendado yucateco